# حافظه نهان
حافظه پنهان، میانگیر، که کاشه یا کش ‌(به انگلیسی: Cache) نیز نامیده می‌شود، بخشی از حافظه سریع که چند دستور بعدی را که باید توسط پردازنده پردازش شوند را به صورت موقت درخود جای می‌دهد تا رایانه بتواند به سرعت به آنها دسترسی داشته باشد.
حافظه پنهان حافظه‌ای سریع درون پردازنده مرکزی است که جهت صرفه جویی در زمان مراجعه به حافظه اصلی بکار می‌رود. زمانی که پردازنده مرکزی به مکانی در حافظه اصلی نیاز داشته باشد احتمالاً در آینده نزدیک مجدداً به آن محل دسترسی خواهد داشت که به این اصل همجواری زمانی (Temporal Locality) می‌گویند. همچنین اگر پردازنده مرکزی به مکانی در حافظه اصلی نیاز داشته باشد احتمالاً در آینده نزدیک به مکان‌های مجاور آن نیز نیاز خواهد داشت که به این اصل همجواری مکانی (Spatial Locality) می‌گویند. بر این اساس حافظه نهان گاهی در زمان دسترسی به یک مکان حافظه مکان‌های مجاور آن را نیز به درون پردازنده مرکزی می‌آورد تا در صورت نیاز سریعتر قابل دسترسی باشند و این اطلاعات را تا زمانی که مورد نیاز باشند در پردازنده مرکزی حفظ می‌کند. چون با افزایش سرعت پردازنده مرکزی، پردازنده مرکزی زمان بیشتری را در حال انتظار پاسخ حافظه اصلی می‌گذراند، حجم حافظه پنهان تأثیر زیادی در بهبود کارایی پردازنده مرکزی دارد.
برای آن که حافظه پنهان تأثیر مثبتی در کارایی سامانه داشته باشد می‌بایست جستجو درون آن در زمان بسیار کوتاهی انجام شود. تشخیص این که آیا داده مورد نیاز پردازنده مرکزی درون حافظه پنهان هست یا نیست باید بسیار بسرعت انجام شود. به همین دلیل ساختار حافظه پنهان کاملاً با ساختار حافظه اصلی متفاوت است و بسیار پیچیده‌تر است و هرچه حجم حافظه پنهان افزایش یابد این پیچیدگی نیز بیشتر می‌شود. به همین دلیل حافظه پنهان بسیار گرانتر است و افزایش قیمت پردازنده با افزایش حجم حافظه پنهان بسیار زیاد است.
اصطلاح cache از کلمه Cacher فرانسه به معنای نهان کردن و مخفی کردن گرفته شده‌است.